# Німецька колоніальна імперія

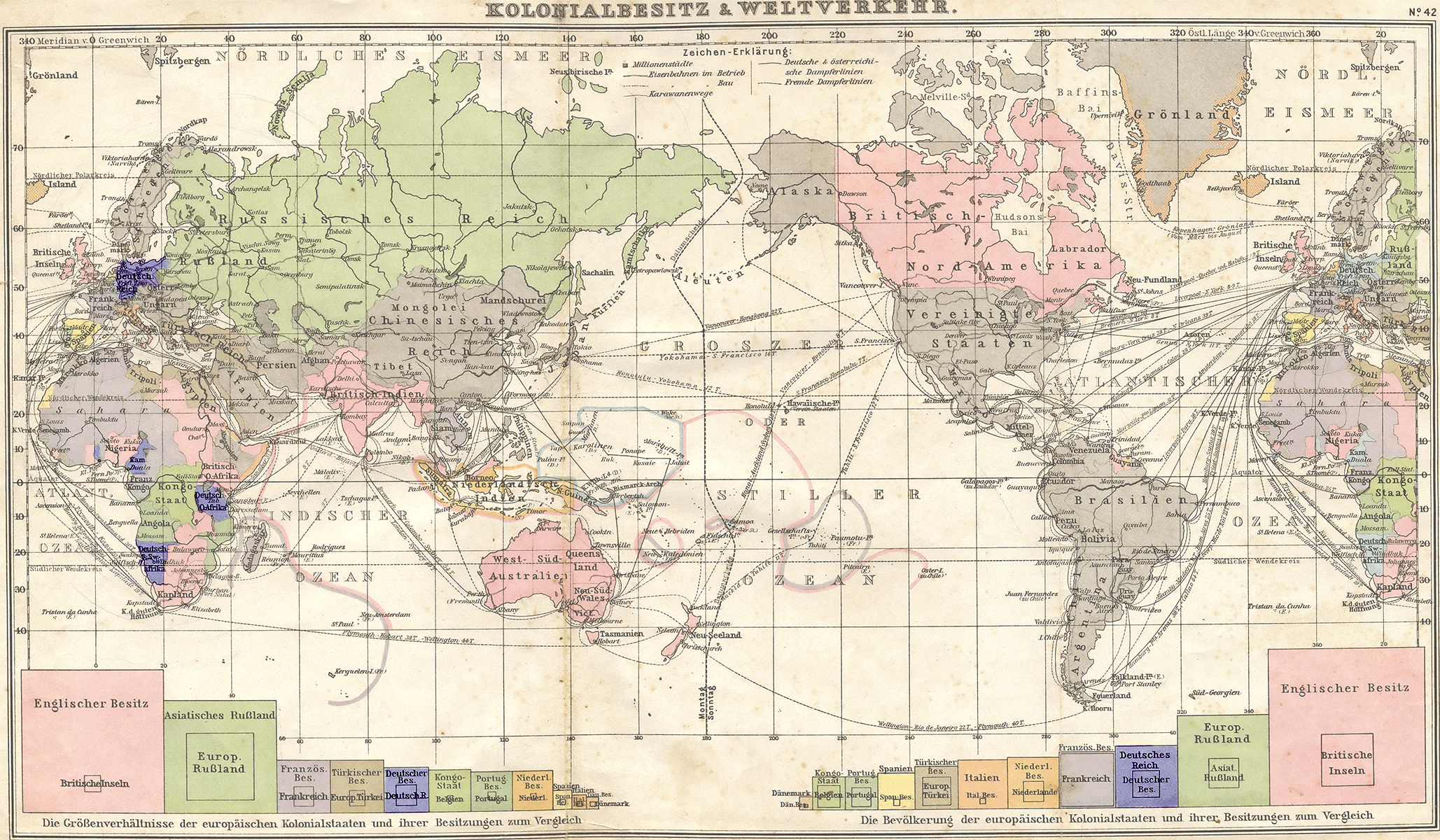
Колоніальні володіння в 1905. Німецькі колонії позначені синім кольором

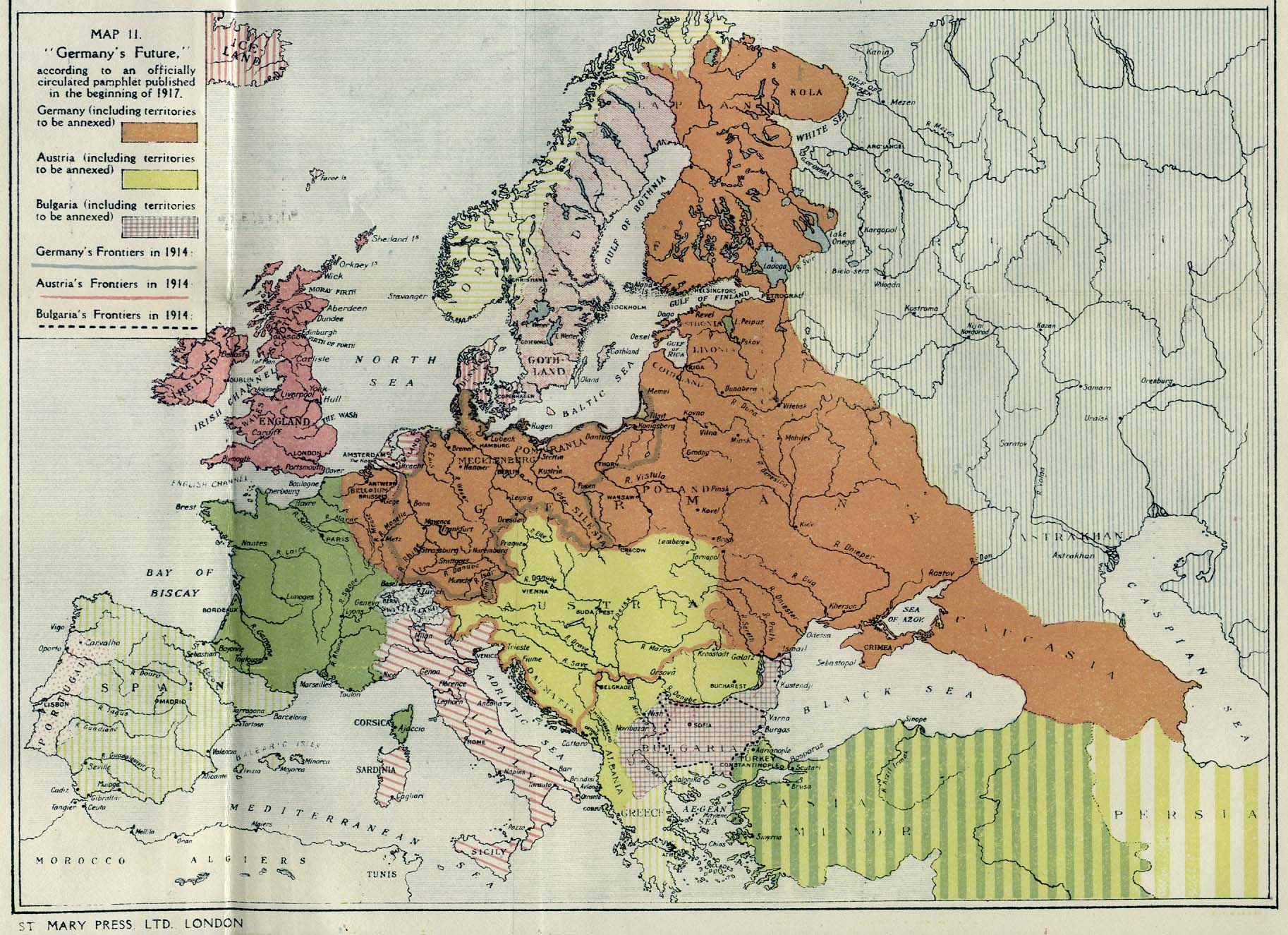
Плани Німеччини на територіальні придбання в Європі в уявленні західних союзників у 1917

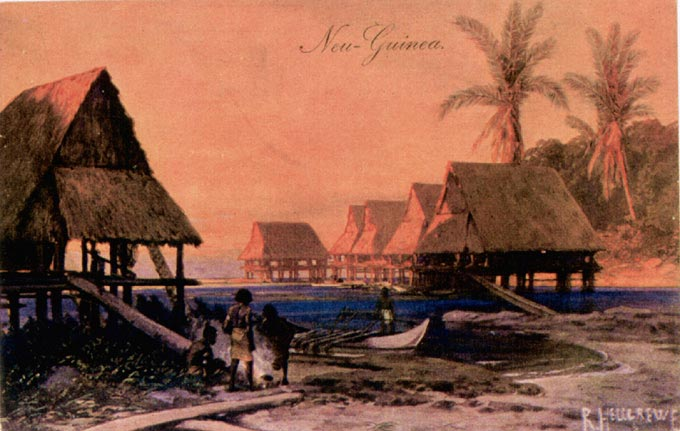
Німецька Нова Гвінея. Ілюстрація з книги «Das Buch von unseren Kolonien», 1908

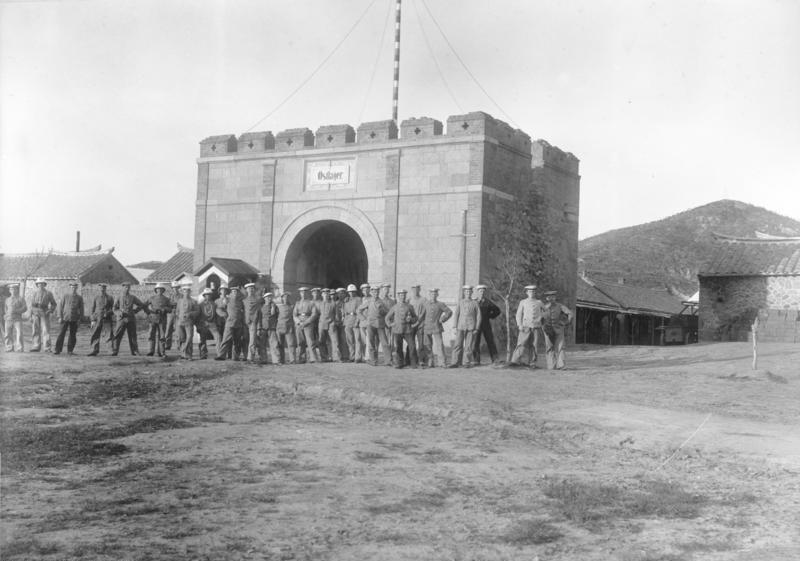
Німецькі солдати в Циндао, Китай

Карта колишніх німецьких колоній за всю історію:
Німецька імперія
Колонії Німецької імперії
Пруссько-Бранденбурзькі колонії
Кляйн-Венедіг (Контролювалася німецькою фірмою)

52°31′00″ пн. ш. 13°23′00″ сх. д. / 52.516666666667° пн. ш. 13.383333333333° сх. д.
Німецька колоніальна імперія — держава, яка складалася з метрополії (Німецька імперія) та територій, що перебували в колоніальній залежності від неї. У різні історичні періоди колоніями Німеччині були території в Африці, Азії, Південній Америці та Океанії.

## Історія
На відміну від інших європейських держав, які почали політику колонізації ще в XVI столітті, з німецьких держав лише Бранденбург наприкінці XVII століття володів невеликими колоніальними володіннями.
Німеччина почала активну політику колонізації лише наприкінці XIX століття.
Німецька колоніальна імперія була утворена в 1880-1890-х та проіснувала до кінця Першої світової війни, коли колонії були розділені між союзниками згідно з Версальським мирним договором 1919.

## Втрата колоній
Колонії Німеччини (Німецький Камерун, Тоголенд, Німецька Східна Африка, Німецька Південно-Західна Африка, Цзяочжоу, Німецька Нова Гвінея, Соломонові острови тощо) перейшли під опіку держав-переможниць (Великої Британії, Французької республіки, Японської імперії, Південно-Африканського Союзу).
Переділ німецьких колоній був здійснений таким чином. В Африці Танганьїка стала підмандатною територією Великої Британії, район Руанда-Урунді — підмандатною територією Бельгії, «Трикутник Кіонг» (Південно-Східна Африка) був переданий Португальській республіці (названі території раніше складали Німецьку Східну Африку), Велика Британія і Французька республіка розділили Тоголенд й Німецький Камерун; ПАС отримав мандат на Південно-Західну Африку. У Тихому океані як підмандатні території до Японської імперії відійшли острови, що належали Німецькій імперії північніше екватора, до Австралійського Союзу — Німецька Нова Гвінея, до Нової Зеландії — острови Німецьке Самоа.
Німеччина за Версальським мирним договором відмовлялася від всіх концесій і привілеїв у Республіці Китай, від прав консульської юрисдикції і від всякої власності в Сіамі, від усіх договорів і угод з Ліберією, визнавала протекторат Французької республіки над Марокко та Великої Британії — над Єгиптом. Права Німеччини щодо Цзяочжоу і всієї Шаньдунської провінції Республіки Китай відходили до Японської імперії (внаслідок цього Версальський договір не був підписаний Китаєм).